# Drug Enforcement Administration
DEA ili The Drug Enforcement Administration je policijsko-obavještajna agencija za suzbijanje droge. Agencija se nalazi u sklopu Ministarstva pravosuđa Sjedinjenih Američkih Država. Agencija za suzbijanje droge nije jedina agencija za borbu protiv narkotika koja primjenjuje savezne zakone, sličnim poslovima uz suzbijanje organiziranog kriminala se bavi i FBI

## Kontroverze
DEA dužnosnici nemaju jurisdikciju nad Nizozemska. Ipak, bilo je jasno da s ili bez znanja nizozemske vlade, djeluje na nizozemskom teritoriju. Tu dovodi u pitanje suverenitet druge zemlje unutar američkog pravnog sustava ne nužno ne dovodi do isključenja dokaza pribavljenih tijekom pauze Henk Rommy mogao (također poznat kao Crna Cobra), a na temelju takvih dokaza u SAD-u do 20 godina zatvora osuđeni.
DEA je zauzeo vrlo jaku poziciju kako bi se omogućilo provođenje zakona o kontroliranim tvarima osobama i organizacijama koje djeluju u zakonodavstvu Državnog kulture i distribucije Medicinska uporaba konoplje. DEA agencija šef, Chuck Rosenberg je napravio negativne izjave protiv pacijenata pomoću Medicinska uporaba konoplje. Chuck Rosenberg je rekao da smatra da Medicinska uporaba konoplje kao „šala”. Kao odgovor na negativne izjave od Chuck Rosenberg Medicinska uporaba konoplje, formirana međunarodni online peticiju. Više od 159.780 potpisa prikupljenih u cijelom svijetu kao sredstvo za protest protiv ravnatelja agencije DEA, Chuck Rosenberg. Online peticija je stvoren s namjerom da je Chuck Rosenberg će biti nezaposlen ili će biti prisiljeni dati ostavku na mjesto šefa DEA. Peticija pod nazivom "Petition - Trump: Fire DEA Head Chuck Rosenberg for Calling Medical Marijuana a "Joke.”  Prijedlog za vatru Chuck Rosenberg se nalazi na Change.org

## Vanjske poveznice
- Službena stranica (engl.)
- Povijest DEA-e